# Matrice extinsă
În algebra liniară o matrice extinsă este o matrice obținută prin adăugarea coloanelor a două matrici date, de obicei în scopul efectuării acelorași operații elementar pe linii la fiecare dintre matricile date.
Fiind date matricile A și B, unde
{\displaystyle A={\begin{bmatrix}1&3&2\\2&0&1\\5&2&2\end{bmatrix}},\quad B={\begin{bmatrix}4\\3\\1\end{bmatrix}},}
matricea extinsă {\displaystyle (A|B)} este
{\displaystyle (A|B)=\left[{\begin{array}{ccc|c}1&3&2&4\\2&0&1&3\\5&2&2&1\end{array}}\right].}
Acest lucru este util la rezolvarea sistemelor de ecuații liniare.
La un număr de necunoscute dat, numărul de soluții ale unui sistem de ecuații liniare depinde doar de rangul matricei coeficienților sistemului și rangul matricei extinse respective. Mai exact, conform teoremei Kronecker–Capelli, orice sistem de ecuații liniare este incompatibil (nu are soluții) dacă rangul matricei extinse este mai mare decât rangul matricei coeficienților. Dacă, pe de altă parte, rangurile acestor două matrici sunt egale, sistemul trebuie să aibă cel puțin o soluție. Sistemul este compatibil determinat și soluția este unică dacă și numai dacă rangul este egal cu numărul de variabile. Dacă rangul este mai mic decât numărul de variabile sistemul este compatibil nedeterminat, iar soluția generală are k parametri liberi unde k este diferența dintre numărul de variabile și rang; deci într-un astfel de caz există o infinitate de soluții.
O matrice extinsă poate fi utilizată și pentru a găsi inversa unei matrice combinând-o cu matricea unitate.

## Determinarea inversei unei matrice
Fie C matricea pătrată 2×2:
{\displaystyle C={\begin{bmatrix}1&3\\-5&0\end{bmatrix}}.}
Pentru a calcula inversa lui C se creează (C|I) unde I este matricea unitate 2×2. Apoi se reduce partea lui (C|I) corespunzătoare lui C la matricea uitate folosind numai operații elementare pe linie în (C|I).
{\displaystyle (C|I)=\left[{\begin{array}{cc|cc}1&3&1&0\\-5&0&0&1\end{array}}\right]}
{\displaystyle (I|C^{-1})=\left[{\begin{array}{cc|cc}1&0&0&-{\frac {1}{5}}\\0&1&{\frac {1}{3}}&{\frac {1}{15}}\end{array}}\right]},
a cărei parte din dreapta este inversa matricei inițiale.

## Existența și numărul soluțiilor
Fie sistemul de ecuații
{\displaystyle {\begin{aligned}x+y+2z&=2\\x+y+z&=3\\2x+2y+2z&=6.\end{aligned}}}
Matricea coeficienților este
{\displaystyle A={\begin{bmatrix}1&1&2\\1&1&1\\2&2&2\\\end{bmatrix}},}
iar matricea extinsă este
{\displaystyle (A|B)=\left[{\begin{array}{ccc|c}1&1&2&2\\1&1&1&3\\2&2&2&6\end{array}}\right].}
Deoarece ambele au același rang, și anume 2, există cel puțin o soluție. Întrucât rangul lor este mai mic decât numărul de necunoscute, acestea din urmă fiind 3, există un număr infinit de soluții.
Prin contrast, fie sistemul
{\displaystyle {\begin{aligned}x+y+2z&=3\\x+y+z&=1\\2x+2y+2z&=5.\end{aligned}}}
Matricea coeficienților este
{\displaystyle A={\begin{bmatrix}1&1&2\\1&1&1\\2&2&2\\\end{bmatrix}},}
iar matricea extinsă este
{\displaystyle (A|B)=\left[{\begin{array}{ccc|c}1&1&2&3\\1&1&1&1\\2&2&2&5\end{array}}\right].}
În acest exemplu, matricea coeficienților are rangul 2, în timp ce matricea extinsă are rangul 3; deci acest sistem de ecuații nu are soluție. Într-adevăr, o creștere a numărului de linii liniar independente a făcut ca sistemul de ecuații să fie incompatibil.

## Soluția unui sistem liniar
În algebra liniară o matrice extinsă este utilizată pentru a reprezenta coeficienții și vectorul soluție al unui set de ecuații.
Pentru setul de ecuații
{\displaystyle {\begin{aligned}x+2y+3z&=0\\3x+4y+7z&=2\\6x+5y+9z&=11\end{aligned}}}
coeficienții și termenii liberi formează matricile
{\displaystyle A={\begin{bmatrix}1&2&3\\3&4&7\\6&5&9\end{bmatrix}},\quad B={\begin{bmatrix}0\\2\\11\end{bmatrix}},}
care formează matricea extinsă
{\displaystyle (A|B)=\left[{\begin{array}{ccc|c}1&2&3&0\\3&4&7&2\\6&5&9&11\end{array}}\right]}.
De notat că rangul matricei coeficienților, care este 3, este egal cu rangul matricei augmentate, deci există cel puțin o soluție. Deoarece acest rang este egal cu numărul de necunoscute, există exact o soluție.
Pentru a obține soluția, pot fi efectuate operații pe linie pe matricea augmentată pentru a obține matricea unitate în partea stângă, rezultând
{\displaystyle \left[{\begin{array}{ccc|c}1&0&0&4\\0&1&0&1\\0&0&1&-2\\\end{array}}\right],}
deci soluția sistemului este {\displaystyle (x,y,z)=(4,1,-2).}